# Anders Sandoe Oersted
Anders Sandøe Ørsted, também conhecido como Anders Sandö Örsted (21 de junho de 1816 - 3 de setembro de 1872) foi um botânico, micólogo, zoólogo, biólogo marinho dinamarquês. Sobrinho do político e jurista Anders Sandøe Ørsted (1778-1860) e do físico Hans Christian Ørsted (1777-1851).